# 桑库尔 (索姆省)
桑库尔（法語：Sancourt，法語發音：[sɑ̃kuʁ]）是法国上法蘭西大區索姆省的一个市镇，属于佩罗讷区。

## 地理
桑库尔（49°46'23"N, 3°2'20"E）面积7.2 平方千米，位于法国上法蘭西大區索姆省，该省份为法国北部沿海省份，北起加来海峡省和北部省，西接滨海塞纳省和大西洋英吉利海峡，南至瓦兹省，东临埃纳省。
与桑库尔接壤的市镇（或旧市镇、城区）包括：维莱圣克里斯托夫、杜伊、埃珀维尔、阿姆、翁布勒、马蒂尼、奥富瓦。
桑库尔的时区为UTC+01:00、UTC+02:00（夏令时）。

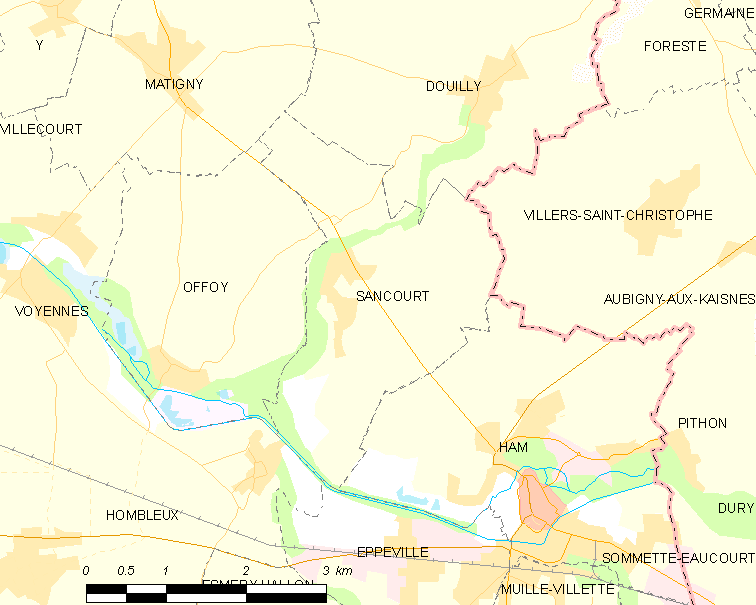
桑库尔的OSM定位图

## 行政
桑库尔的邮政编码为80400，INSEE市镇编码为80726。

## 政治
桑库尔所属的省级选区为阿姆县。

## 人口

1962-2008年间桑库尔人口变化图示

桑库尔于2022年1月1日时的人口数量为268人。